# 雷縯祚
雷縯祚（？—1645年），字介公。太湖（今屬安徽）人。明朝政治人物。

## 生平
明朝崇祯三年（1630年）庚午舉人。崇禎十三年（1640年），舉試教職，授刑部主事，时号“庚辰特用”。又拔擢為武德道兵備僉事。十五年，清軍攻入山東，縯祚守德州。是年五月，雷縯祚劾范志完督師山東時縱兵淫掠，並赴京與其對質。崇禎十六年七月，崇祯在中左门召见群臣，亲审范志完，最後范遭誅殺。
崇祯十七年（1644年），雷縯祚與吕大器、姜曰广打算擁立潞王朱常淓。及福王朱由崧立，吕大器被逐，阮大铖把持朝政，借狂僧“大悲案”，罗列罪状，大兴党狱，搜捕东林党人，御史王懩因言：“斬百大悲，不如斬周鑣、雷縯祚。”，最後雷縯祚、周镳被勒令自盡。